# Yliuopaja
Yliuopaja är en sjö i kommunen Pelkosenniemi i landskapet Lappland i Finland. Arean är 22 hektar och strandlinjen är 3,73 kilometer lång.  Den  ingår i Kemi älvs huvudavrinningsområde.  Sjön ligger omkring 110 kilometer nordöst om Rovaniemi och omkring 790 kilometer norr om Helsingfors. 
I sjön finns ön Mannalaissaari. 